# TT Assen 1958
De TT van Assen 1958 was de tweede Grand Prix van het wereldkampioenschap wegrace-seizoen 1958. De races werden verreden op zaterdag 28 juni 1958 op het Circuit van Drenthe vlak bij Assen. In deze Grand Prix bracht men alle klassen aan de start: 500 cc, 350 cc, 250 cc, 125 cc en de zijspanklasse.

## 500cc-klasse
| Pos | Coureur         | Merk      | Tijd      | Punten |
| --- | --------------- | --------- | --------- | ------ |
| 1   | John Surtees    | MV Agusta | 1:32"29'1 | 8      |
| 2   | John Hartle     | MV Agusta | +1"46'0   | 6      |
| 3   | Derek Minter    | Norton    | +2"02'6   | 4      |
| 4   | Ernst Hiller    | BMW       | +2"29'4   | 3      |
| 5   | Dickie Dale     | BMW       | +1 ronde  | 2      |
| 6   | Gary Hocking    | Norton    | +1 ronde  | 1      |
| 7   | Noel McCutcheon | Norton    | +1 ronde  |        |
| 8   | John Hempleman  | Norton    | +1 ronde  |        |
| 9   | Tom Phillis     | Norton    | +1 ronde  |        |
| 10  | Bob Brown       | Norton    | +1 ronde  |        |
| 11  | Jack Ahearn     | Matchless | +2 ronden |        |
| 12  | Jack Brett      | Norton    | +2 ronden |        |

| Coureur        | Merk   | Oorzaak |
| -------------- | ------ | ------- |
| Keith Campbell | Norton |         |
| Bob Anderson   | Norton |         |
| Dave Chadwick  | Norton |         |
| Geoff Duke     | BMW    |         |
| Terry Shepherd | Norton |         |
| Jim Redman     | Norton |         |
| Paddy Driver   | Norton |         |

| Coureur         | Merk      | Oorzaak |
| --------------- | --------- | ------- |
| Bob McIntyre    | Norton    |         |
| Carlo Bandirola | MV Agusta |         |
| Remo Venturi    | MV Agusta |         |
| Umberto Masetti | MV Agusta |         |
| John Anderson   | Norton    |         |

### Top tien tussenstand 500cc-klasse
| Pos | Coureur       | Merk      | Ptn |
| --- | ------------- | --------- | --- |
| 1   | John Surtees  | MV Agusta | 16  |
| 2   | Derek Minter  | Norton    | 7   |
| 3   | John Hartle   | MV Agusta | 6   |
| 3   | Bob Anderson  | Norton    | 6   |
| 5   | Bob Brown     | Norton    | 4   |
| 6   | Ernst Hiller  | BMW       | 3   |
| 7   | Dickie Dale   | BMW       | 2   |
| 7   | Dave Chadwick | Norton    | 2   |
| 9   | Gary Hocking  | Norton    | 1   |
| 9   | John Anderson | Norton    | 1   |

## 350cc-klasse
| Pos | Coureur        | Merk      | Tijd      | Punten |
| --- | -------------- | --------- | --------- | ------ |
| 1   | John Surtees   | MV Agusta | 1:10"32'2 | 8      |
| 2   | John Hartle    | MV Agusta | +1"18'5   | 6      |
| 3   | Keith Campbell | Norton    | +1"31'9   | 4      |
| 4   | Derek Minter   | Norton    |           | 3      |
| 5   | Mike Hailwood  | Norton    |           | 2      |
| 6   | Luigi Taveri   | Norton    |           | 1      |

| Coureur        | Merk   |
| -------------- | ------ |
| Alan Trow      | Norton |
| Alistair King  | Norton |
| Bob Anderson   | Norton |
| Bob Brown      | AJS    |
| Bob McIntyre   | Norton |
| Dave Chadwick  | Norton |
| Dickie Dale    | Norton |
| Geoff Duke     | Norton |
| Geoff Monty    | Norton |
| Geoff Tanner   | Norton |
| George Catlin  | Norton |
| Mike O'Rourke  | Norton |
| Terry Shepherd | Norton |

### Top tien tussenstand 350cc-klasse
| Pos | Coureur        | Merk      | Ptn |
| --- | -------------- | --------- | --- |
| 1   | John Surtees   | MV Agusta | 16  |
| 2   | Geoff Duke     | Norton    | 6   |
| 2   | John Hartle    | MV Agusta | 6   |
| 4   | Keith Campbell | Norton    | 4   |
| 4   | Geoff Tanner   | Norton    | 4   |
| 6   | Derek Minter   | Norton    | 3   |
| 6   | Terry Shepherd | Norton    | 3   |
| 8   | George Catlin  | Norton    | 2   |
| 8   | Mike Hailwood  | Norton    | 2   |
| 10  | Alistair King  | Norton    | 1   |
| 10  | Luigi Taveri   | Norton    | 1   |

## 250cc-klasse
| Pos | Coureur           | Merk      | Tijd      | Punten |
| --- | ----------------- | --------- | --------- | ------ |
| 1   | Tarquinio Provini | MV Agusta | 1:02"41'0 | 8      |
| 2   | Carlo Ubbiali     | MV Agusta | +0'5      | 6      |
| 3   | Dieter Falk       | Adler     | +1"20'2   | 4      |
| 4   | Mike Hailwood     | NSU       | +2"06'6   | 3      |
| 5   | Arthur Wheeler    | Mondial   | +2"40'7   | 2      |
| 6   | Horst Kassner     | NSU       |           | 1      |
| 7   | Sammy Miller      | ČZ        |           |        |
| 8   | Horst Fügner      | MZ        |           |        |

| Coureur           | Merk      |
| ----------------- | --------- |
| Josef Autengruber | NSU       |
| Bob Brown         | NSU       |
| Ernst Degner      | MZ        |
| Günter Beer       | Adler     |
| Walter Reichert   | NSU       |
| Wilhelm Lecke     | DKW       |
| Xaver Heiß        | NSU       |
| Dave Chadwick     | MV Agusta |
| Dickie Dale       | NSU       |
| Geoff Monty       | GMS       |
| Tommy Robb        | NSU       |
| Emilio Mendogni   | Morini    |
| Giampiero Zubani  | Morini    |

### Top acht tussenstand 250cc-klasse
(Slechts acht coureurs hadden al punten gescoord)
| Pos | Coureur           | Merk      | Ptn |
| --- | ----------------- | --------- | --- |
| 1   | Tarquinio Provini | MV Agusta | 16  |
| 2   | Carlo Ubbiali     | MV Agusta | 12  |
| 3   | Mike Hailwood     | NSU       | 7   |
| 4   | Dieter Falk       | Adler     | 6   |
| 5   | Bob Brown         | NSU       | 3   |
| 6   | Arthur Wheeler    | Mondial   | 2   |
| 7   | Horst Kassner     | NSU       | 1   |
| 7   | Sammy Miller      | ČZ        | 1   |

## 125cc-klasse
| Pos | Coureur           | Merk      | Tijd      | Punten |
| --- | ----------------- | --------- | --------- | ------ |
| 1   | Carlo Ubbiali     | MV Agusta | 51"52'2   | 8      |
| 2   | Luigi Taveri      | Ducati    | +0'2      | 6      |
| 3   | Tarquinio Provini | MV Agusta | +2'5      | 4      |
| 4   | Alberto Gandossi  | Ducati    | +1"19'2   | 3      |
| 5   | Dave Chadwick     | Ducati    | +2"00'4   | 2      |
| 6   | Ernst Degner      | MZ        | +2"52'9   | 1      |
| 7   | Sammy Miller      | Ducati    |           |        |
| 8   | Horst Fügner      | MZ        | +1 ronde  |        |
| 9   | Romolo Ferri      | Ducati    |           |        |
| 10  | Mike Hailwood     | Ducati    |           |        |
| 11  | Willy Scheidhauer | Ducati    |           |        |
| 12  | Fron Purslow      | Ducati    | +2 ronden |        |
| 13  | Bill Webster      | MV Agusta |           |        |
| 14  | Jim Baughn        | EMC       |           |        |
| 15  | Jack Lesage       | Ducati    |           |        |
| 16  | Dakin             | MV Agusta |           |        |
| 17  | G. Du Pont        | MV Agusta |           |        |

| Coureur         | Merk      |
| --------------- | --------- |
| Walter Brehme   | MZ        |
| Werner Musiol   | MZ        |
| Arthur Wheeler  | Mondial   |
| Bruno Spaggiari | Ducati    |
| Enzo Vezzalini  | MV Agusta |
| Francesco Villa | Ducati    |

### Top negen tussenstand 125cc-klasse
(Slechts negen coureurs hadden al punten gescoord)
| Pos | Coureur           | Merk      | Ptn |
| --- | ----------------- | --------- | --- |
| 1   | Carlo Ubbiali     | MV Agusta | 16  |
| 2   | Dave Chadwick     | Ducati    | 6   |
| 2   | Romolo Ferri      | Ducati    | 6   |
| 2   | Luigi Taveri      | Ducati    | 6   |
| 5   | Tarquinio Provini | MV Agusta | 4   |
| 6   | Ernst Degner      | MZ        | 3   |
| 6   | Alberto Gandossi  | Ducati    | 3   |
| 6   | Sammy Miller      | Ducati    | 3   |
| 9   | Horst Fügner      | MZ        | 1   |

## Zijspanklasse
| Pos | Coureur           | Bakkenist    | Merk   | Tijd | Punten |
| --- | ----------------- | ------------ | ------ | ---- | ------ |
| 1   | Florian Camathias | Hilmar Cecco | BMW    |      | 8      |
| 2   | Walter Schneider  | Hans Strauß  | BMW    |      | 6      |
| 3   | Helmut Fath       | Fritz Rudolf | BMW    |      | 4      |
| 4   | Cyril Smith       | Eric Bliss   | Norton |      | 3      |
| 5   | Bill Boddice      | Bill Canning | Norton |      | 2      |
| 6   | Loni Neußner      | Dieter Heß   | BMW    |      | 1      |

| Coureur           | Bakkenist          | Merk   |
| ----------------- | ------------------ | ------ |
| Alwin Ritter      | Edwin Blauth       | BMW    |
| Arsenius Butscher | Helmut Munz        | BMW    |
| August Rohsiepe   | Arthur Gardyanczik | BMW    |
| Rudi Richter      | Gerhard Klim       | BMW    |
| Ernie Walker      | Dun Roberts        | Norton |
| Jackie Beeton     | Eddie Bulgin       | Norton |
| Peter Woollett    | George Loft        | Norton |

### Top tien tussenstand zijspanklasse
| Pos | Coureur           | Bakkenist    | Merk   | Ptn |
| --- | ----------------- | ------------ | ------ | --- |
| 1   | Florian Camathias | Hilmar Cecco | BMW    | 14  |
| 1   | Walter Schneider  | Hans Strauß  | BMW    | 14  |
| 3   | Jackie Beeton     | Eddie Bulgin | Norton | 4   |
| 3   | Helmut Fath       | Fritz Rudolf | BMW    | 4   |
| 5   | Cyril Smith       | Eric Bliss   | Norton | 3   |
| 5   | Alwin Ritter      | Edwin Blauth | BMW    | 3   |
| 7   | Ernie Walker      | Dun Roberts  | Norton | 2   |
| 7   | Bill Boddice      | Bill Canning | Norton | 2   |
| 9   | Loni Neußner      | Dieter Heß   | BMW    | 1   |
| 9   | Peter Woollett    | George Loft  | Norton | 1   |

1925 · 1926 · 1927 · 1928 · 1929 · 1930 · 1931 · 1932 · 1933 · 1934 · 1935 · 1936 · 1937 · 1938 · 1939 · 1940–1945 · 1946 · 1947 · 1948 · 1949 · 1950 · 1951 · 1952 · 1953 · 1954 · 1955 · 1956 · 1957 · 1958 · 1959 · 1960 · 1961 · 1962 · 1963 · 1964 · 1965 · 1966 · 1967 · 1968 · 1969 · 1970 · 1971 · 1972 · 1973 · 1974 · 1975 · 1976 · 1977 · 1978 · 1979 · 1980 · 1981 · 1982 · 1983 · 1984 · 1985 · 1986 · 1987 · 1988 · 1989 · 1990 · 1991 · 1992 · 1993 · 1994 · 1995 · 1996 · 1997 · 1998 · 1999 · 2000 · 2001 · 2002 · 2003 · 2004 · 2005 · 2006 · 2007 · 2008 · 2009 · 2010 · 2011 · 2012 · 2013 · 2014 · 2015 · 2016 · 2017 · 2018 · 2019 · 2021 · 2022 · 2023 · 2024 · 2025